# Шиїтський путч (2008)
Шиїтський путч — події травня 2008 року, в ході якого бойовики руху Хезболла захопили значну частину ліванської столиці Бейрут. До 9 травня за 3 дні зіткнень загинуло близько 15 осіб.

## Причини і привід до заворушення
Причиною заворушень стало рішення влади усунути з посади начальника служби безпеки міжнародного аеропорту, завдяки якому «Хезболла» нібито вела зйомку прибуваючих в країну високопоставлених іноземних гостей. Другою причиною стала спроба уряду Лівану ліквідовувати телефонну мережу, що належить «Хезболла», лідер Хезболли шейх Насралла назвав 7 травня оголошенням війни.

## Хід конфлікту
- 6 травня по вирішенню ліванських властей був звільнений керівник служби безпеки аеропорту Бейрута, пов'язаний з «Хезболлою». На нього покладено частину відповідальності за те, що в аеропорту були незаконно встановлені камери стеження у головній злітно-посадкової смуги, якою користуються літаки керівництва країни[3].
- 7 травня — прихильники Хезболли вийшли на вулиці Бейрута, в знак протесту проти заборони телекомунікаційної мережі, що належить даної організації. Почалося будівництво барикад і зіткнення з поліцією[4].
- 9 травня — через зіткнення зупинено роботу міського морського порту, скасовані авіарейси та автобусне сполучення[5].
- 10 травня — командування ліванської армії підтримало рух Хезболла та скасував рішення уряду, яке спровокувало кризу[6].
- 11 травня — запеклі зіткнення спалахнули між бойовиками Хезболли і збройними загонами друзів (командир Валід Джумблат[en]) в 20 кілометрах на південний схід від Бейрута. Причиною нового спалаху насильства стало вбивство двох членів Хезболли в околицях дружнього селеща[7]. На півночі в Триполі відзначені сутички між просирійськими алавітами і проурядовими загонами сунітської партії «Аль-Мустакбаль»[8].
- 16 травня — Ліван примирився: Фуад Синьйора і шейх Насралла підписали угоду про перемир'я в Катарі.